# Francesca Ciardi
Francesca Ciardi (* 26. července 1954 Řím) je italská herečka. Její nejznámější role byla v italském filmu Kanibalové, kde hrála skriptku Faye Danielsovou. Vdaná byla za novináře Paola Frajese.

## Filmografie
- Kanibalové (1979)
- Hrdinka (1980)
- Caccia al ladro d'autore (1985) (TV seriál)
- La ragazza dei lilla (1985)
- Mosca addio (1987)
- Safari (1991)